# 西藏野丁香
西藏野丁香（学名：Leptodermis xizangensis）为茜草科野丁香属下的一个种。

## 扩展阅读
- 維基物種上的相關：西藏野丁香